# Gottlob! nun geht das Jahr zu Ende, BWV 28

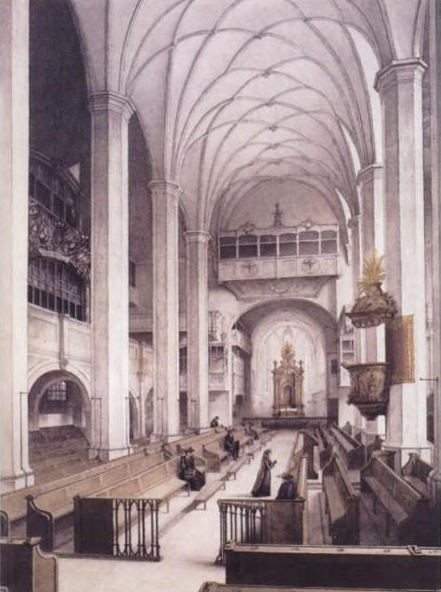
Gravat que mostra l'interior de l'església de sant Tomas de Leipzig, on va ser estrenada la cantata de J.S. Bach el 1725. L'aquarel·la reflecteix l'església abans de ser restaurada el 1885. Es pot veure l'orgue a l'esquerra de la imatge.

Gottlob! nun geht das Jahr zu Ende, BWV 28 (Lloat sia el Senyor! Heus aquí que l'any s'acaba), és una cantata religiosa de Johann Sebastian Bach per al diumenge després de Nadal, estrenada a Leipzig el 30 de desembre de 1725.

## Origen i context
El llibret és d'Erdmann Neumeister, considerat el creador de la cantata moderna, renuncia a les lectures del dia, i se centra a agrair a Déu les coses bones rebudes durant l'any que s'acaba i a pregar perquè continuï beneint-nos en el que comença. En el primer coral, número 2, incorpora la primera estrofa de Nun lob, mein Seel, den Herren de Johann Gramann (1530), al coral final, número 6, l'última estrofa de Helft mir Gotts Güte preisen de Paul Eber (1580), i al recitatiu del mig, número 3, un versicle de Jeremies (32, 41). Per a aquest diumenge es conserven, a més, la BWV 122 i la BWV 152.

## Anàlisi
Obra escrita per a soprano, contralt, tenor, baix i cor; cornetto, tres trombons, dos oboès, taille o oboè tenor (que avui dia se substitueix per un corn anglès), corda i baix continu. Consta de sis números distribuïts en dues parts compensades, cadascuna de les quals consta de recitatiu, ària i coral.
1. Ària (soprano): Gottlob! nun geht das Jahr zu Ende (Lloat sia el Senyor! Heus aquí que l'any s'acaba)
2. Coral: Nun lob, mein Seel, den Herren (Ara lloa, ànima meva, al Senyor)
3. Recitatiu (baix): So spricht der Herr: Es soll mir eine Lust sein (Així diu el Senyor)
4. Recitatiu (tenor): Gott ist ein Quell, wo lauter Güte fleußt (Déu és una Font d'on brolla la bondat)
5. Ària (duet de contralt i tenor): Gott hat uns im heurigen Jahre gesegnet (Déu ens ha beneït aquest any)
6. Coral: All solch dein Güt wir preisen (Et lloem en tota la teva Bondat)

De manera poc habitual, la cantata comença amb una ària de soprano molt festiva en què exhorta a entonar un himne en acció de gràcies; aquesta invitació és recollida pel cor, número 2, que canta un motet molt conegut pels assistents. El centre de la cantata, números 3 i 4, està format per un recitatiu de baix i un altre de tenor; el baix canta “Així diu el Senyor” i representa, doncs, la veu de Déu, en l'altre, el tenor acompanyat de la corda, declama sil·làbicament el text. El número 5, és un duet de contralt i tenor que amb el continu formen, de fet, un trio, ja que aquest assumeix i desenvolupa la temàtica de les veus. La cantata es clou amb el cor amb tot el conjunt orquestral, entonant l'última estrofa del coral d'Any Nou, Helft mir Gotts Güte preisen. Té una durada aproximada d'uns vint minuts.

## Discografia seleccionada
- J.S. Bach: Das Kantatenwerk. Sacred Cantatas Vol. 2. Nikolaus Harnoncourt, Wiener Sängerknaben & Chorus Viennensis, Hans Gillesberger (director del cor), Concentus Musicus Wien, Paul Esswood, Kurt Equiluz, Siegmund Nimsgern. (Teldec), 1994.
- J.S. Bach: The complete live recordings from the Bach Cantata Pilgrimage. CD 56: St Bartholomew’s, Nova York; 31 de desembre de 2000. John Eliot Gardiner, Monteverdi Choir, English Baroque Soloists, Joanne Lunn, Daniel Taylor, James Gilchrist, Peter Harvey. (Soli Deo Gloria), 2013.
- J.S. Bach: Complete Cantatas Vol. 15 . Ton Koopman, Amsterdam Baroque Orchestra & Choir, (Challenge Classics), 2004.
- J.S. Bach: Cantatas Vol. 39. Masaaki Suzuki, Bach Collegium Japan, Carolyn Sampson, Robin Blaze, Gerd Türk, Peter Kooij. (BIS), 2008.
- J. S. Bach: Church Cantatas Vol. 9. Helmuth Rilling, Gächinger Kantorei, Bach-Collegium Stuttgart. (Hänssler), 1999.